# يونان أوكين
يونان أوكين (بالإنجليزية: Eunan O'Kane)‏ (10 يوليو 1990 ديري أيرلندا الشمالية - ) هو لاعب كرة قدم بريطاني، يلعب كلاعب وسط.

## روابط خارجية
- يونان أوكين على موقع الاتحاد الأوربي (الإنجليزية)
- يونان أوكين على موقع قاعدة بيانات كرة القدم.إي يو (الإنجليزية)
- يونان أوكين على موقع ناشيونال فوتبول تيمز (الإنجليزية)
- يونان أوكين على موقع Soccerbase.com (لاعب) (الإنجليزية)
- يونان أوكين على موقع Soccerway.com (الإنجليزية)
- يونان أوكين على موقع عالم كرة القدم.نت (الإنجليزية)
- يونان أوكين على موقع AS.com (الإسبانية)